# HD 169830
HD 169830 — жёлто-белый карлик в созвездии Стрельца. Спектральный класс F9V. Расположена на расстоянии 118.46 световых лет от нашей солнечной системы. На данный момент известно 2 больших планеты на орбите этой звезды.

## Звезда
- Созвездие Стрелец
- Координаты: склонение −29 49 00
- прямое восхождение: 18 27 49
- Расстояние от Солнца 36,32 пк
- Спектральный класс F8 V
- Видимая звёздная величина 5,9
- Масса (солнечных масс) 1,4
- Металличность [Fe/H] 0,21

## Планета 1
- Большая полуось а.е.: 0,81
- Масса(в массах Юпитера): 2,88
- Орбитальный период дней: 225,6 ± 0,2
- эксцентриситет: 0,31 ± 0,01
- Аргумент перицентра (омега) 148 ± 2
- тип: Горячий юпитер
- год открытия: 2000
- температура поверхности:
- период вращения:
- наличие сателлитов:
- Предположительный радиус

## Планета 2
- Большая полуось а.е.: 3,6
- Масса (в массах Юпитера): 4,04
- Орбитальный период дней: 2102 ± 264
- эксцентриситет: 0,33 ± 0,02
- Аргумент перицентра (омега) 252 ± 8
- тип: Водный гигант
- год открытия: 2003
- температура поверхности:
- период вращения:
- наличие сателлитов:
- Предположительный радиус

## Дополнительные сведения
- Эффективная Земная орбита 2,19 а.е.